# ブラジルグランプリ

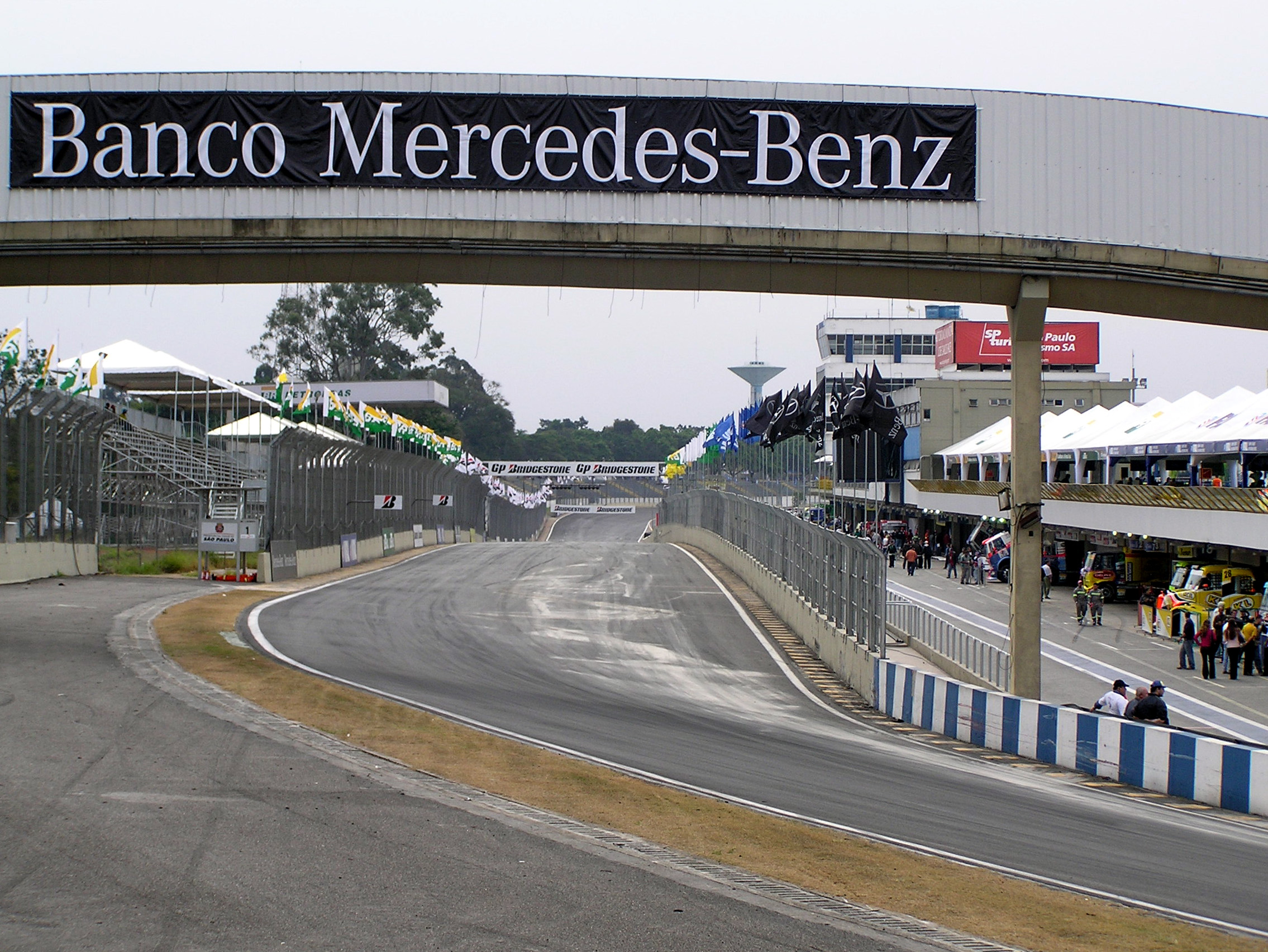
インテルラゴス

ブラジルグランプリ（ブラジルGP, 英: Brazilian Grand Prix, 葡: Grande Prêmio do Brasil）は、ブラジルで1973年以降行われているF1世界選手権のレースのひとつ。2021年から名称が変更されたサンパウログランプリ（サンパウロGP, 英: São Paulo Grand Prix, 葡: Grande Prêmio do São Paulo）についても本項目で記述する。

## 概要
1978年及び1981年から1989年はリオデジャネイロの郊外にあるジャカレパグアで実施された。それ以外の年はサンパウロ郊外にあるインテルラゴスで行われている。
以前は序盤に開催されており、そのうち10回が開幕戦として実施されてきた。2004年から開始したバーレーンGPがイスラム教の断食月ラマダーンと重なることを避けてシーズン序盤開催となったことを受け、一転して最終戦に実施された。以後、シーズン終盤での開催が定着し、2005年から2009年まで5年連続でワールドチャンピオン決定戦の舞台となった。
終盤戦に開催されるようになってからは、ブラジルグランプリのみの「お約束」として、表彰式後のシャンパンファイトで通常の曲ではなく、サンバのリズムが流れ、それとともに大量の紙ふぶきが飛び出すようになった。
多くのグランプリにおいて、最多勝記録は1990年代から2000年代にかけて活躍したミハエル・シューマッハによって塗り替えられたが、ブラジルGPでは1980年代から1990年にかけ6勝を挙げたアラン・プロストが最多勝記録を保持している（シューマッハは4勝を挙げた）。チームとしては、マクラーレンが強く通算で12勝を挙げており、フェラーリ（11勝）、レッドブル（7勝）、ウィリアムズ、メルセデス（ともに6勝）がそれに続いている（2024年現在）。
2007年までのブラジル人のF1チャンピオンは、いずれもブラジルGPを制している。エマーソン・フィッティパルディは初の公式戦として開催された1973年、ネルソン・ピケは5度目の挑戦となる1983年、アイルトン・セナは8度目の挑戦となる1991年に、初の母国GP制覇を果たした。なお、ブラジル人によるブラジルGP制覇は2008年のフェリペ・マッサが最後で、そのマッサが2017年をもって引退して以来、ブラジル人F1ドライバーが不在の状態が続いていたが、2025年にガブリエル・ボルトレトがキック・ザウバーと契約し、8年ぶりにブラジル人ドライバーがF1フル参戦することになった。
2017年以降の開催については、スポンサーを失った主催者とFOMが開催権料を巡って折り合いがついておらず、不透明な状況となっていた。理由としてブラジル国内の景気がリオデジャネイロオリンピック以降急激に悪化していることと、サンパウロ市の市長交代によるもので、ジョアン・ドリア新市長は当選直後に「インテルラゴス・サーキットの民営化を積極的に進めたい」と語っている。このため、2016年9月28日に出された2017年の暫定カレンダーでは「暫定扱い」とされていた。しかし、11月30日の正式カレンダーでは開催が確定している。
2019年5月、ジャイール・ボルソナーロ大統領が、翌2020年からはリオデジャネイロに建設される新サーキットで開催する意向を明らかにしたが、インテルラゴスは2020年まで開催契約を結んでおり、サーキットの民営化がサンパウロ市議会で否決されたため、同地での開催継続に意欲を見せ、ボルソナーロ大統領もインテルラゴスとの契約が切れる2021年からリオでの開催要望を繰り返し述べていたが、地元の環境団体の反対によって計画が中止に追い込まれ、最終的にインテルラゴスと2025年までの開催契約を締結した。なお、2017年からF1を経営するリバティメディアはリオでの開催を支持していた。インテルラゴスとの契約が延長されるとともに主催者がブラジル・モータースポーツに変更され、グランプリの名称も「サンパウログランプリ」に変更されることになった。2023年に開催契約が2030年まで延長された。

## 過去の主な出来事
1972年
第1回のブラジルGPは非選手権戦として行われた。
1973年
地元出身で前年ワールドチャンピオンに輝いたエマーソン・フィッティパルディが優勝を飾った。なお、フィッティパルディは翌年も優勝したほか、自ら立ち上げたチーム・フィッティパルディで1978年に2位に入賞している。
1975年
カルロス・パーチェが地元サンパウロのインテルラゴスでF1初優勝を達成。1977年に飛行機事故で他界したのち、インテルラゴスは「アウトドローモ・ホセ・カルロス・パーチェ」と改称された。
1981年
ウィリアムズのカルロス・ロイテマンがチームオーダーを破り、エースのアラン・ジョーンズにポジションを譲らず優勝。これを発端にチームメイト同士のライバル関係が激化し、結果的にブラバムのネルソン・ピケにチャンピオンを奪われた。
1983年
ピケが地元リオのジャカレパグア・サーキットで優勝し、母国GP3人目のウィナーとなる。1988年にはジャカレパグアが「ネルソン・ピケ・サーキット」と改称される。
1991年
母国GP優勝を逃し続けてきたアイルトン・セナが、地元インテルラゴスで悲願を達成。終盤ギアボックストラブルを抱えながら6速のみで逃げ切り、チェッカー後は悲鳴のような雄叫びを上げた。
1995年
使用燃料違反により、1位のミハエル・シューマッハと2位のデビッド・クルサードに対して表彰式の後に失格との裁定が下され、一旦は3位のゲルハルト・ベルガーの繰上り優勝が発表されたが、その後再度下された裁定により当初のリザルトが復活し、シューマッハの優勝とクルサードの2位、両名へのドライバーズポイントの授与は認められた上で、所属チームのベネトン、ウィリアムズに対するコンストラクターズポイントのみが剥奪されるという裁定が下った。両チームともエルフ社の燃料を使用していた。
2002年
元サッカー選手のペレがゲストに招かれ、チェッカーフラッグを振る役を任されたが、最終ラップでスタッフと打ち合わせしている間に1位のミハエル・シューマッハ（フェラーリ）、2位のラルフ・シューマッハ（ウィリアムズ）が通過してしまい、3位のデビッド・クルサード（マクラーレン・メルセデス）でようやくチェッカーを振るという珍事になった。
2003年
大雨で混乱したレースとなり、最後は赤旗によりレース終了。一旦はキミ・ライコネンの優勝として表彰式も執り行われたが、その後の裁定によりジョーダン・フォード（コスワース）のジャンカルロ・フィジケラの優勝が発表されることとなった（優勝カップ授与は翌戦のサンマリノGPで行われた）。この優勝は、フィジケラにとってのF1初優勝となったほか、フォード-コスワースエンジンにとっては1999年のヨーロッパGPでのジョニー・ハーバート以来の優勝となり、フォードとコスワースにとって最後のF1優勝となっている。
2005年
3位に入賞したフェルナンド・アロンソがドライバーズチャンピオンを確定させた。これはエマーソン・フィッティパルディの持つ史上最年少チャンピオン記録を実に33年ぶりに塗り替えるものであった。また、ブラジルGPでタイトルが決まった初の例となった。また、当時デビューからの連続完走を続けていたティアゴ・モンテイロが初リタイアした（記録は16でストップ）
2006年
ミハエルの最初の引退レース。わずかながらにタイトルの可能性を残したが、マシントラブルに見舞われ、予選を10位で終えた。決勝では、ジャンカルロ・フィジケラとの接触でパンクし、最後尾に後退した。最終的に4位に終わり、チャンピオンはフェルナンド・アロンソのものになった。シューマッハのチームメートであるフェリペ・マッサが優勝し、ブラジル人による母国GP優勝は1993年のアイルトン・セナ以来13年ぶりとなった。
2007年
新人チャンピオンを狙うルイス・ハミルトンと3年連続チャンピオンを狙うアロンソ、そして初めてのタイトルを目指すライコネンがタイトルを懸けて争う、F1では21年ぶりとなる三つ巴の最終決戦の舞台となった。ポイントリーダーとして迎えたハミルトンはアロンソとは4ポイント差、ライコネンに対しては7ポイント差をつけており、優位な立場にいたものの、スタートでのミスとギヤボックストラブルにより後退。その後挽回するも7位に終わる。アロンソもフェラーリに追いつくことが出来ず、3位。レースはライコネンが優勝し、逆転で初のワールドタイトルを獲得することとなった。
2008年
ルイス・ハミルトン、フェリペ・マッサのタイトル争いは最終戦で雌雄を決することとなり、突発的な雨によってスタートが10分遅れるという波乱の幕開けとなった。スタート直後、今季で引退を表明していたクルサードが第一コーナーでクラッシュに巻き込まれ、開始直後にリタイアという結果に終わった。レースは終始マッサが首位を独走し、逆転でのタイトル獲得の望みが出てくるなか、ハミルトンはペースが安定せず、タイトル獲得の最低ラインとなる5位を維持し続けている状況であった。しかし、レース終盤再び降り出した雨により、残り3周目のラップで6位走行中のセバスチャン・ベッテルにかわされ、その順位のままレースが続き、先にチェッカーを受けたマッサは首位で完走。ハミルトン6位でレースが終わった場合、マッサのタイトルが確定するはずであった。しかし、ドライタイヤで4位を走行していたティモ・グロックが失速。ファイナルラップの最終コーナーで（前にいた5位ベッテルと共に）ハミルトンがグロックをかわして5位に返り咲き、大逆転で史上最年少タイトルを獲得した。
2012年
ベッテル（レッドブル）とアロンソ（フェラーリ）のタイトル争い最終決戦。ベッテルはオープニングラップにスピンして最後尾まで転落するが6位まで挽回し、アロンソに3ポイント差で3年連続チャンピオンを決めた。雨とセーフティカーに翻弄される難コンディションで伏兵ニコ・ヒュルケンベルグ（フォース・インディア）がトップを快走するも、ハミルトンと接触してペナルティを科され、初優勝の可能性を逃す。
2019年
マックス・フェルスタッペン（レッドブル）がポール・トゥ・ウィンを達成し、ピエール・ガスリー（トロ・ロッソ）は初表彰台となる2位を獲得し、ホンダ製パワーユニットを使用するドライバーによって1-2フィニッシュを達成。ホンダは1991年のセナ以来のブラジルGP勝利と、同年の日本GP以来の1-2フィニッシュを、創業者本田宗一郎の誕生日に成し遂げた。
2020年
新型コロナウイルス感染症の世界的流行のため開催中止。
2022年
雨絡みとなった予選はハースのケビン・マグヌッセンが自身及び同チーム初のポールポジションを獲得。スプリントはメルセデスのジョージ・ラッセルが制し、チームメイトのハミルトンとともに決勝のフロントローを独占。決勝もこの年苦戦続きだったメルセデス勢が優位に立ち、ラッセルがF1初優勝を挙げ、ハミルトンとともにこの年の初勝利を2020年エミリア・ロマーニャグランプリ以来2年ぶりのワンツーフィニッシュで飾った。
2024年
降雨により土曜に予定されていた予選が日曜朝に実施された。その予選でフェルスタッペンがQ2敗退を喫し、かつPUエレメント（エンジン）の交換によるグリッド降格もあり17番手と後方からのスタートを強いられたが、決勝も降り続いた雨を味方につけて逆転優勝を決め、ランド・ノリスとのドライバーズチャンピオン争いに王手をかけた。

## 過去の結果と開催サーキット

### ブラジルグランプリ (1972年 - 2020年)
| 年   | 決勝日                                         | ラウンド                                       | サーキット                                     | 勝者                                           | コンストラクター                               | 結果                                           |
| ---- | ---------------------------------------------- | ---------------------------------------------- | ---------------------------------------------- | ---------------------------------------------- | ---------------------------------------------- | ---------------------------------------------- |
| 1972 | 03月30日                                       | 非選手権                                       | インテルラゴス                                 | カルロス・ロイテマン                           | ブラバム-フォード                              | 詳細                                           |
| 1973 | 02月11日                                       | 2                                              | インテルラゴス                                 | エマーソン・フィッティパルディ                 | ロータス-フォード                              | 詳細                                           |
| 1974 | 01月27日                                       | 2                                              | インテルラゴス                                 | エマーソン・フィッティパルディ                 | マクラーレン-フォード                          | 詳細                                           |
| 1975 | 01月26日                                       | 2                                              | インテルラゴス                                 | カルロス・パーチェ                             | ブラバム-フォード                              | 詳細                                           |
| 1976 | 01月25日                                       | 1                                              | インテルラゴス                                 | ニキ・ラウダ                                   | フェラーリ                                     | 詳細                                           |
| 1977 | 01月23日                                       | 2                                              | インテルラゴス                                 | カルロス・ロイテマン                           | フェラーリ                                     | 詳細                                           |
| 1978 | 01月29日                                       | 2                                              | ジャカレパグア                                 | カルロス・ロイテマン                           | フェラーリ                                     | 詳細                                           |
| 1979 | 02月04日                                       | 2                                              | インテルラゴス                                 | ジャック・ラフィット                           | リジェ-フォード                                | 詳細                                           |
| 1980 | 01月27日                                       | 2                                              | インテルラゴス                                 | ルネ・アルヌー                                 | ルノー                                         | 詳細                                           |
| 1981 | 03月29日                                       | 2                                              | ジャカレパグア                                 | カルロス・ロイテマン                           | ウィリアムズ-フォード                          | 詳細                                           |
| 1982 | 03月21日                                       | 2                                              | ジャカレパグア                                 | アラン・プロスト                               | ルノー                                         | 詳細                                           |
| 1983 | 03月13日                                       | 1                                              | ジャカレパグア                                 | ネルソン・ピケ                                 | ブラバム-BMW                                   | 詳細                                           |
| 1984 | 03月25日                                       | 1                                              | ジャカレパグア                                 | アラン・プロスト                               | マクラーレン-TAG                               | 詳細                                           |
| 1985 | 04月07日                                       | 1                                              | ジャカレパグア                                 | アラン・プロスト                               | マクラーレン-TAG                               | 詳細                                           |
| 1986 | 03月23日                                       | 1                                              | ジャカレパグア                                 | ネルソン・ピケ                                 | ウィリアムズ-ホンダ                            | 詳細                                           |
| 1987 | 04月12日                                       | 1                                              | ジャカレパグア                                 | アラン・プロスト                               | マクラーレン-TAG                               | 詳細                                           |
| 1988 | 04月03日                                       | 1                                              | ジャカレパグア                                 | アラン・プロスト                               | マクラーレン-ホンダ                            | 詳細                                           |
| 1989 | 03月26日                                       | 1                                              | ジャカレパグア                                 | ナイジェル・マンセル                           | フェラーリ                                     | 詳細                                           |
| 1990 | 03月25日                                       | 2                                              | インテルラゴス                                 | アラン・プロスト                               | フェラーリ                                     | 詳細                                           |
| 1991 | 03月24日                                       | 2                                              | インテルラゴス                                 | アイルトン・セナ                               | マクラーレン-ホンダ                            | 詳細                                           |
| 1992 | 04月05日                                       | 3                                              | インテルラゴス                                 | ナイジェル・マンセル                           | ウィリアムズ-ルノー                            | 詳細                                           |
| 1993 | 03月28日                                       | 2                                              | インテルラゴス                                 | アイルトン・セナ                               | マクラーレン-フォード                          | 詳細                                           |
| 1994 | 03月27日                                       | 1                                              | インテルラゴス                                 | ミハエル・シューマッハ                         | ベネトン-フォード                              | 詳細                                           |
| 1995 | 03月26日                                       | 1                                              | インテルラゴス                                 | ミハエル・シューマッハ                         | ベネトン-ルノー                                | 詳細                                           |
| 1996 | 03月31日                                       | 2                                              | インテルラゴス                                 | デイモン・ヒル                                 | ウィリアムズ-ルノー                            | 詳細                                           |
| 1997 | 03月30日                                       | 2                                              | インテルラゴス                                 | ジャック・ヴィルヌーヴ                         | ウィリアムズ-ルノー                            | 詳細                                           |
| 1998 | 03月29日                                       | 2                                              | インテルラゴス                                 | ミカ・ハッキネン                               | マクラーレン-メルセデス                        | 詳細                                           |
| 1999 | 04月11日                                       | 2                                              | インテルラゴス                                 | ミカ・ハッキネン                               | マクラーレン-メルセデス                        | 詳細                                           |
| 2000 | 03月26日                                       | 2                                              | インテルラゴス                                 | ミハエル・シューマッハ                         | フェラーリ                                     | 詳細                                           |
| 2001 | 04月01日                                       | 3                                              | インテルラゴス                                 | デビッド・クルサード                           | マクラーレン-メルセデス                        | 詳細                                           |
| 2002 | 03月31日                                       | 3                                              | インテルラゴス                                 | ミハエル・シューマッハ                         | フェラーリ                                     | 詳細                                           |
| 2003 | 04月06日                                       | 3                                              | インテルラゴス                                 | ジャンカルロ・フィジケラ                       | ジョーダン-フォード                            | 詳細                                           |
| 2004 | 10月24日                                       | 18                                             | インテルラゴス                                 | ファン・パブロ・モントーヤ                     | ウィリアムズ-BMW                               | 詳細                                           |
| 2005 | 09月25日                                       | 17                                             | インテルラゴス                                 | ファン・パブロ・モントーヤ                     | マクラーレン-メルセデス                        | 詳細                                           |
| 2006 | 10月22日                                       | 18                                             | インテルラゴス                                 | フェリペ・マッサ                               | フェラーリ                                     | 詳細                                           |
| 2007 | 10月21日                                       | 17                                             | インテルラゴス                                 | キミ・ライコネン                               | フェラーリ                                     | 詳細                                           |
| 2008 | 11月02日                                       | 18                                             | インテルラゴス                                 | フェリペ・マッサ                               | フェラーリ                                     | 詳細                                           |
| 2009 | 10月18日                                       | 16                                             | インテルラゴス                                 | マーク・ウェバー                               | レッドブル-ルノー                              | 詳細                                           |
| 2010 | 11月07日                                       | 18                                             | インテルラゴス                                 | セバスチャン・ベッテル                         | レッドブル-ルノー                              | 詳細                                           |
| 2011 | 11月27日                                       | 19                                             | インテルラゴス                                 | マーク・ウェバー                               | レッドブル-ルノー                              | 詳細                                           |
| 2012 | 11月25日                                       | 20                                             | インテルラゴス                                 | ジェンソン・バトン                             | マクラーレン-メルセデス                        | 詳細                                           |
| 2013 | 11月24日                                       | 19                                             | インテルラゴス                                 | セバスチャン・ベッテル                         | レッドブル-ルノー                              | 詳細                                           |
| 2014 | 11月09日                                       | 18                                             | インテルラゴス                                 | ニコ・ロズベルグ                               | メルセデス                                     | 詳細                                           |
| 2015 | 11月15日                                       | 18                                             | インテルラゴス                                 | ニコ・ロズベルグ                               | メルセデス                                     | 詳細                                           |
| 2016 | 11月13日                                       | 20                                             | インテルラゴス                                 | ルイス・ハミルトン                             | メルセデス                                     | 詳細                                           |
| 2017 | 11月12日                                       | 19                                             | インテルラゴス                                 | セバスチャン・ベッテル                         | フェラーリ                                     | 詳細                                           |
| 2018 | 11月11日                                       | 20                                             | インテルラゴス                                 | ルイス・ハミルトン                             | メルセデス                                     | 詳細                                           |
| 2019 | 11月17日                                       | 20                                             | インテルラゴス                                 | マックス・フェルスタッペン                     | レッドブル-ホンダ                              | 詳細                                           |
| 2020 | 新型コロナウイルス感染症の世界的流行により中止 | 新型コロナウイルス感染症の世界的流行により中止 | 新型コロナウイルス感染症の世界的流行により中止 | 新型コロナウイルス感染症の世界的流行により中止 | 新型コロナウイルス感染症の世界的流行により中止 | 新型コロナウイルス感染症の世界的流行により中止 |

### サンパウログランプリ (2021年 -)
| 年   | 決勝日   | ラウンド | サーキット     | 勝者                       | コンストラクター        | 結果 |
| ---- | -------- | -------- | -------------- | -------------------------- | ----------------------- | ---- |
| 2021 | 11月14日 | 19       | インテルラゴス | ルイス・ハミルトン         | メルセデス              | 詳細 |
| 2022 | 11月13日 | 21       | インテルラゴス | ジョージ・ラッセル         | メルセデス              | 詳細 |
| 2023 | 11月05日 | 21       | インテルラゴス | マックス・フェルスタッペン | レッドブル-ホンダ・RBPT | 詳細 |
| 2024 | 11月03日 | 21       | インテルラゴス | マックス・フェルスタッペン | レッドブル-ホンダ・RBPT | 詳細 |

### 開催されたサーキット

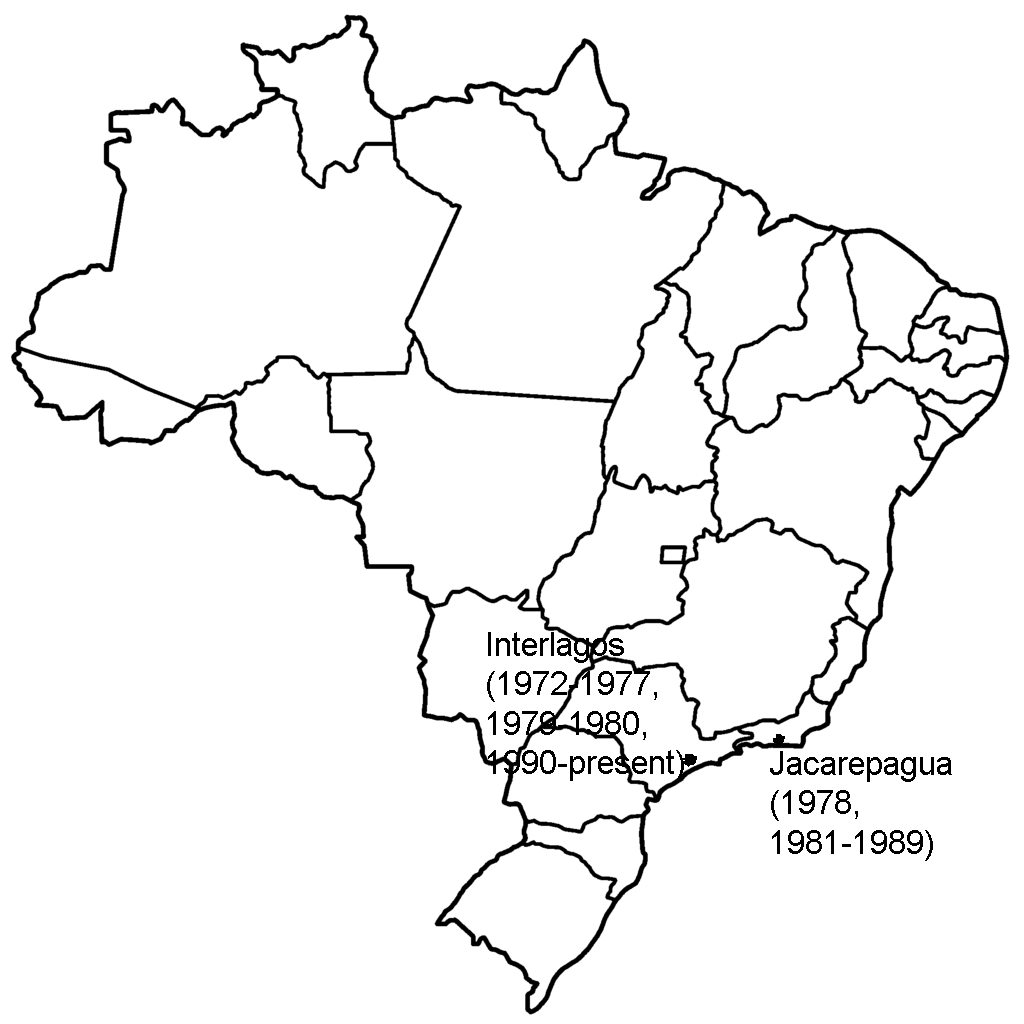
ブラジルGP及びサンパウロGPの開催地

インテルラゴス（1972-1977, 1979）
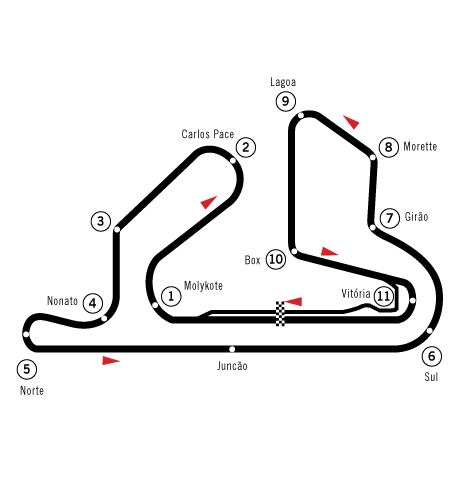
ジャカレパグア（1978, 1981-1989）
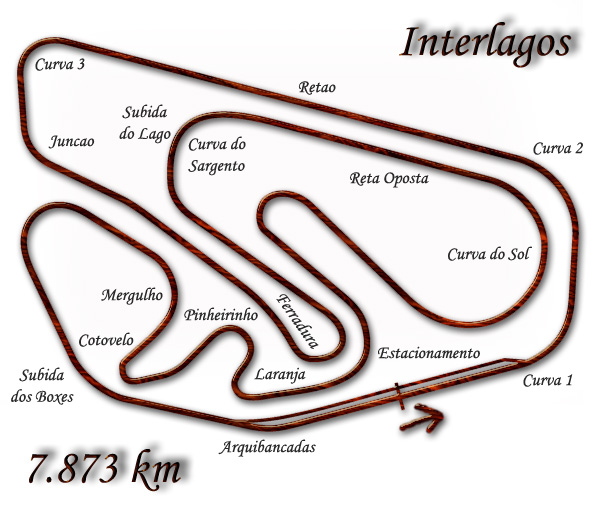
インテルラゴス（1980）
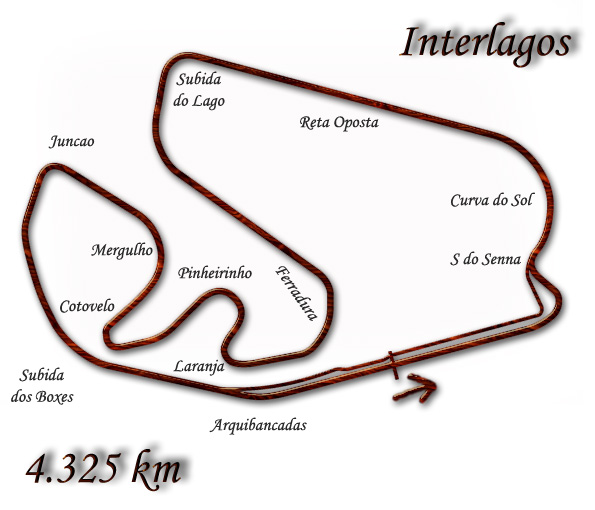
インテルラゴス（1990-1995）
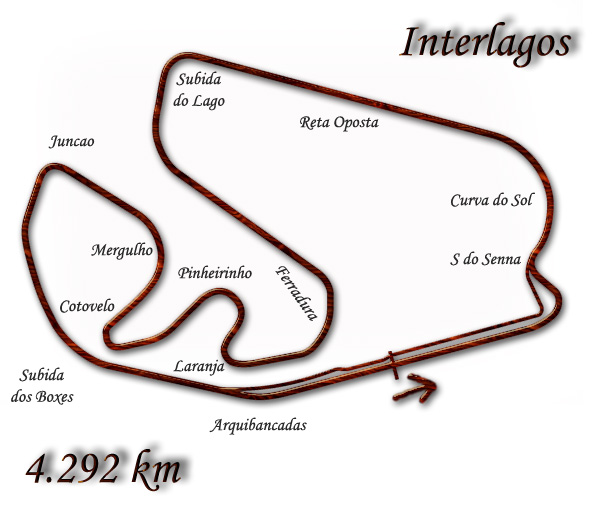
インテルラゴス（1996-1998）
インテルラゴス（1999-2019, 2021-）

## 優勝回数
回数はブラジルGPとサンパウロGPの合算。複数回勝利を挙げた者のみ対象とする。

### ドライバー
| 回数 | ドライバー                     | 優勝年                             |
| ---- | ------------------------------ | ---------------------------------- |
| 6    | アラン・プロスト               | 1982, 1984, 1985, 1987, 1988, 1990 |
| 4    | カルロス・ロイテマン           | 1972, 1977, 1978, 1981             |
| 4    | ミハエル・シューマッハ         | 1994, 1995, 2000, 2002             |
| 3    | セバスチャン・ベッテル         | 2010, 2013, 2017                   |
| 3    | ルイス・ハミルトン             | 2016, 2018, 2021                   |
| 3    | マックス・フェルスタッペン     | 2019, 2023, 2024                   |
| 2    | エマーソン・フィッティパルディ | 1973, 1974                         |
| 2    | ネルソン・ピケ                 | 1983, 1986                         |
| 2    | ナイジェル・マンセル           | 1989, 1992                         |
| 2    | アイルトン・セナ               | 1991, 1993                         |
| 2    | ミカ・ハッキネン               | 1998, 1999                         |
| 2    | ファン・パブロ・モントーヤ     | 2004, 2005                         |
| 2    | フェリペ・マッサ               | 2006, 2008                         |
| 2    | マーク・ウェバー               | 2009, 2011                         |
| 2    | ニコ・ロズベルグ               | 2014, 2015                         |

- 太字は2025年のF1世界選手権に参戦中のドライバー。
- ピンク地はF1世界選手権以外で開催された年。

### コンストラクター
| 回数 | コンストラクター | 優勝年                                                                 |
| ---- | ---------------- | ---------------------------------------------------------------------- |
| 12   | マクラーレン     | 1974, 1984, 1985, 1987, 1988, 1991, 1993, 1998, 1999, 2001, 2005, 2012 |
| 11   | フェラーリ       | 1976, 1977, 1978, 1989, 1990, 2000, 2002, 2006, 2007, 2008, 2017       |
| 7    | レッドブル       | 2009, 2010, 2011, 2013, 2019, 2023, 2024                               |
| 6    | ウィリアムズ     | 1981, 1986, 1992, 1996, 1997, 2004                                     |
| 6    | メルセデス       | 2014, 2015, 2016, 2018, 2021, 2022                                     |
| 3    | ブラバム         | 1972, 1975, 1983                                                       |
| 2    | ルノー           | 1980, 1982                                                             |
| 2    | ベネトン         | 1994, 1995                                                             |

- 太字は2025年のF1世界選手権に参戦中のコンストラクター。
- ピンク地はF1世界選手権以外で開催された年。

1. ↑  1986-1995年はイギリス国籍、1996-2001年はイタリア国籍。

### エンジン
| 回数 | メーカー     | 優勝年                                                           |
| ---- | ------------ | ---------------------------------------------------------------- |
| 11   | フェラーリ   | 1976, 1977, 1978, 1989, 1990, 2000, 2002, 2006, 2007, 2008, 2017 |
| 10   | ルノー       | 1980, 1982, 1992, 1995, 1996, 1997, 2009, 2010, 2011, 2013       |
| 10   | メルセデス   | 1998, 1999, 2005, 2012, 2014, 2015, 2016, 2018, 2021, 2022       |
| 9    | フォード     | 1972, 1973, 1974, 1975, 1979, 1981, 1993, 1994, 2003             |
| 4    | ホンダ       | 1986, 1988, 1991, 2019                                           |
| 3    | TAG          | 1984, 1985, 1987                                                 |
| 2    | BMW          | 1983, 2004                                                       |
| 2    | ホンダ・RBPT | 2023, 2024                                                       |

- 太字は2025年のF1世界選手権に参戦中のメーカー。
- ピンク地はF1世界選手権以外で開催された年。

1. ↑  1998-2005年はイルモアが製造。
2. ↑  コスワースが製造。
3. 1 2  2022-2025年にホンダ・レーシング(HRC)が製造しているRBPT及びホンダ・RBPTと記録は別扱い。
4. ↑  ポルシェが製造。